# Sakari Momoi
Sakari Momoi (百 井 盛 Momoi Sakari, 5 de fevereiro de 1903 – 5 de julho de 2015) foi um supercentenário japonês. Se tornou o homem mais velho do mundo após a morte de Alexander Imich, que na ocasião possuia 111 anos de idade. De 08 de junho de 2014, até a sua própria morte, em 05 de julho de 2015, foi o homem mais velho do mundo.  
Momoi morreu no hospital em Saitama, Saitama, Japão por falha nos rins com a idade de 112 anos e 150 dias.